# Śnięty Mikołaj (seria)
Śnięty Mikołaj – seria filmów komediowych z Timem Allenem w roli głównej. W latach 1994–2006 powstały trzy części, które łącznie zarobiły ponad 470 mln dolarów.

## Filmy

### Śnięty Mikołaj
Wiecznie zajęty i zapracowany Scott Calvin (Tim Allen) ma spędzić Boże Narodzenie ze swoim 6-letnim synem, Charliem. Bezskutecznie próbuje znaleźć z nim wspólny język – chłopiec uważa tatę za nudziarza. Na dodatek Charlie jest przygnębiony, ponieważ była żona Scotta, Laura, i jej nowy mąż, psychiatra Neal, właśnie poinformowali go, że Święty Mikołaj nie istnieje. W wigilijną noc Charlie słyszy dobiegający z dachu hałas. Kiedy Scott wychodzi sprawdzić, co to takiego, dostrzega kogoś na dachu. Zdenerwowany zaczyna na niego wrzeszczeć, przez co tamten traci równowagę i spada. Okazuje się, że to Święty Mikołaj, a Scott przypadkowo go zabił. W tej sytuacji sam musi przejąć obowiązki Mikołaja i rozwieźć prezenty…

### Śnięty Mikołaj 2
Mija osiem lat od wydarzeń z pierwszej części. Scott Calvin z powodzeniem pełni rolę Świętego Mikołaja do czasu, kiedy zaczyna się seria problemów. Najpierw dowiaduje się, że do następnej Wigilii musi znaleźć żonę, czyli Panią Mikołajową, gdyż w przeciwnym razie klauzula Świętego Mikołaja zostanie złamana i święta zanikną, a potem, że jego syn Charlie został wpisany na listę niegrzecznych. Zdesperowany postanawia opuścić Biegun Północny, udać się do domu, uporządkować sprawy z synem, a przy okazji znaleźć sobie żonę. Wcześniej jednak z elfem Curtisem tworzy zabawkową replikę samego siebie, która pod jego nieobecność ma go zastępować. Niestety „nowy Mikołaj” siłą przejmuje nad wszystkim kontrolę z pomocą armii ożywionych zabawkowych żołnierzy. Wprowadza też nowe definicje określające, kto jest grzeczny, a kto nie, co prowadzi do tego, że wszystkich uznaje za niegrzecznych. W tej sytuacji elf Curtis postanawia sprowadzić Scotta z powrotem.

### Śnięty Mikołaj 3: Uciekający Mikołaj
Scott Calvin i jego żona Carol żyją szczęśliwie na Biegunie Północnym. Jednakże tuż przed kolejną gwiazdką dochodzi do opóźnień w produkcji zabawek, a Carol niebawem spodziewa się dziecka i chce, żeby Scott poświęcił jej więcej czasu. Ponieważ ten nie może sobie na to pozwolić, postanawia sprowadzić na Biegun swoich teściów, byłą żonę z mężem oraz ich córkę Lucy, by dotrzymali jej towarzystwa. Tymczasem decyzją Rady Legendarnych Postaci ma się tam pojawić także podstępny Jack Frost, który chciał wprowadzić własne święta, więc za karę ma pomagać Świętemu Mikołajowi. Ale zamiast to robić, sabotuje produkcję i obmyśla plan, jak zmienić historię, żeby Calvin nigdy nie został Mikołajem, dzięki czemu on mógłby zająć jego miejsce.

## Obsada
| Postać                                | Film            | Film               | Film                                 |
| Postać                                | Śnięty Mikołaj  | Śnięty Mikołaj 2   | Śnięty Mikołaj 3: Uciekający Mikołaj |
| ------------------------------------- | --------------- | ------------------ | ------------------------------------ |
| Święty Mikołaj / Scott Calvin         | Tim Allen       | Tim Allen          | Tim Allen                            |
| Charlie Calvin                        | Eric Lloyd      | Eric Lloyd         | Eric Lloyd                           |
| Neal Miller                           | Judge Reinhold  | Judge Reinhold     | Judge Reinhold                       |
| Laura Miller                          | Wendy Crewson   | Wendy Crewson      | Wendy Crewson                        |
| Elf Bernard                           | David Krumholtz | David Krumholtz    |                                      |
| Pani Mikołajowa / Carol Newman/Calvin |                 | Elizabeth Mitchell | Elizabeth Mitchell                   |
| Lucy Miller                           |                 | Liliana Mumy       | Liliana Mumy                         |
| Elf Curtis                            |                 | Spencer Breslin    | Spencer Breslin                      |
| Pan Whittle / Ojciec Czas             | Peter Boyle     | Peter Boyle        | Peter Boyle                          |
| Matka Natura                          |                 | Aisha Tyler        | Aisha Tyler                          |
| Zając wielkanocny                     |                 | Jay Thomas         | Jay Thomas                           |
| Kupidyn                               |                 | Kevin Pollak       | Kevin Pollak                         |
| Zębowa wróżka                         |                 | Art LaFleur        | Art LaFleur                          |
| Piaskun                               |                 | Michael Dorn       | Michael Dorn                         |
| Jack Frost                            |                 |                    | Martin Short                         |
| Bud Newman                            |                 |                    | Alan Arkin                           |
| Sylvia Newman                         |                 |                    | Ann-Margret                          |

## Przyjęcie
Pierwsza część została ogólnie dość dobrze przyjęta przez krytyków. Internetowy serwis Rotten Tomatoes na podstawie 39 recenzji, z których 31 było pozytywnych, przyznał mu ocenę 6.1/10 i stwierdził, że jest to zupełnie niewymagający film, ale ma mocno zakorzenionego staromodnego ducha świąt, którego brakuje w wielu współczesnych filmach o tej tematyce.
Druga część otrzymała już bardziej mieszane recenzje niż jej poprzedniczka, a serwis Rotten Tomatoes na ich podstawie przyznał jej 54%. Uznał też, że choć jest to nieszkodliwa rodzinna rozrywka i ma momentami bywa urocza, to jest również przewidywalna i przeciętna.
Trzecia odsłona serii została przyjęta najgorzej i otrzymała głównie negatywne recenzje. Serwis Rotten Tomatoes przyznał jej ocenę tylko 15% i napisał, że ta zmęczona już seria kontynuuje powielanie swoich nijakich gagów i głupiej farsy. Recenzent Eric D. Snider stwierdził, że pierwszą część Allen zrobił z entuzjazmem, drugą z uczuciem, a trzecią dla czeku z zapłatą.

## Box office
| Film                                 | Premiera          | Dochody       | Dochody       | Dochody       | Budżet       | Przypisy |
| Film                                 | Premiera          | USA i Kanada  | Na świecie    | Łącznie       | Budżet       | Przypisy |
| ------------------------------------ | ----------------- | ------------- | ------------- | ------------- | ------------ | -------- |
| Śnięty Mikołaj                       | 11 listopada 1994 | 144 833 357 $ | 44 966 643 $  | 189 800 000 $ | 22 000 000 $ | [ 5 ]    |
| Śnięty Mikołaj 2                     | 11 listopada 2002 | 139 225 854 $ | 33 600 000 $  | 172 825 854 $ | 65 000 000 $ | [ 6 ]    |
| Śnięty Mikołaj 3: Uciekający Mikołaj | 3 listopada 2006  | 84 500 122 $  | 23 000 000 $  | 107 500 122 $ | 12 000 000 $ | [ 7 ]    |
| Razem                                | Razem             | 368 559 333 $ | 101 566 643 $ | 470 125 976 $ | 99 000 000 $ | [ 8 ]    |